# Grand Prix automobile d'Espagne 2015
GP précédent GP suivant
Le Grand Prix automobile d'Espagne 2015 (Formula 1 Gran Premio de España Pirelli 2015), disputé le 10 mai 2015 sur le circuit de Catalunya à Barcelone, est la 921e épreuve du championnat du monde de Formule 1 courue depuis 1950 et la cinquième manche du championnat 2015. Il s'agit de la quarante-cinquième édition du Grand Prix d'Espagne comptant pour le championnat du monde de Formule 1. L'épreuve se dispute pour la vingt-cinquième fois depuis 1991 sur le circuit catalan (contre neuf fois à Jarama, cinq fois à Jerez et quatre fois au Circuit de Montjuïc).
Lors de la troisième phase des qualifications, Nico Rosberg se met, dès sa première tentative, hors de portée de son coéquipier Lewis Hamilton et, en le devançant de 3/10e de seconde, met un terme à son invincibilité dans cet exercice depuis le début de la saison ; Rosberg réalise la seizième pole position de sa carrière, sa seconde sur le circuit catalan. À une demi-seconde de la deuxième Flèche d'argent, Sebastian Vettel obtient le troisième temps et part en deuxième ligne, aux côtés de Valtteri Bottas. Les jeunes pilotes de la Scuderia Toro Rosso, Carlos Sainz Jr. et Max Verstappen occupent la troisième ligne et devancent la Ferrari SF15-T de Kimi Räikkönen et la Red Bull RB11 de Daniil Kvyat.
Nico Rosberg, qui a parfaitement réussi son départ depuis la pole position, contrôle la course jusqu'au bout pour remporter sa première victoire de la saison, la neuvième de sa carrière. Derrière lui, Sebastian Vettel, sur le côté propre de la piste, réussit un meilleur envol que Lewis Hamilton, lui ravit la deuxième position et le contient tout au long du premier relais, ce qui contraint le champion du monde en titre à tenter une stratégie à trois arrêts qui s'avère payante après son ultime passage au stand ; il assure ainsi le dix-neuvième doublé de l'écurie Mercedes Grand Prix tout en réalisant, au cinquante-quatrième tour, le meilleur temps en course, tandis que Vettel obtient son quatrième podium de la saison. Valtteri Bottas termine à la même place que sur la grille de départ, contenant dans les derniers tours les assauts de Kimi Räikkönen qui se classe cinquième devant Felipe Massa. Daniel Ricciardo est septième, à un tour, suivi par Romain Grosjean qui marque pour la troisième fois de suite. Carlos Sainz Jr. et Daniil Kvyat prennent les points restants. 
Lewis Hamilton conserve son avance en tête du championnat du monde avec 111 points contre 91 pour Rosberg et 80 pour Vettel ; Räikkönen, avec 52 points devance désormais Valtteri Bottas (42 points) qui a pris le meilleur sur son coéquipier Felipe Massa (39 points) ; suivent Daniel Ricciardo (25 points) et Romain Grosjean (16 points) qui précède Felipe Nasr resté à 14 points. Mercedes conserve la tête du championnat avec 202 points devant Ferrari (132 points) et Williams (81 points) ; suivent Red Bull Racing (30 points), Sauber (toujours à 19 points), Lotus (16 points), Scuderia Toro Rosso (14 points) et Force India (11 points). McLaren et Manor Marussia n'ont pas encore inscrit de point.

## Essais libres

### Première séance, le vendredi de 10 h à 11 h 30
| Pos. | Pilote           | Voiture            | Chrono         | Écart     |
| ---- | ---------------- | ------------------ | -------------- | --------- |
| 1    | Nico Rosberg     | Mercedes           | 1 min 26 s 828 |           |
| 2    | Lewis Hamilton   | Mercedes           | 1 min 26 s 898 | + 0 s 070 |
| 3    | Sebastian Vettel | Ferrari            | 1 min 27 s 806 | + 0 s 978 |
| 4    | Kimi Räikkönen   | Ferrari            | 1 min 27 s 832 | + 1 s 004 |
| 5    | Carlos Sainz Jr. | Toro Rosso-Renault | 1 min 28 s 132 | + 1 s 304 |
| 6    | Max Verstappen   | Toro Rosso-Renault | 1 min 28 s 529 | + 1 s 701 |

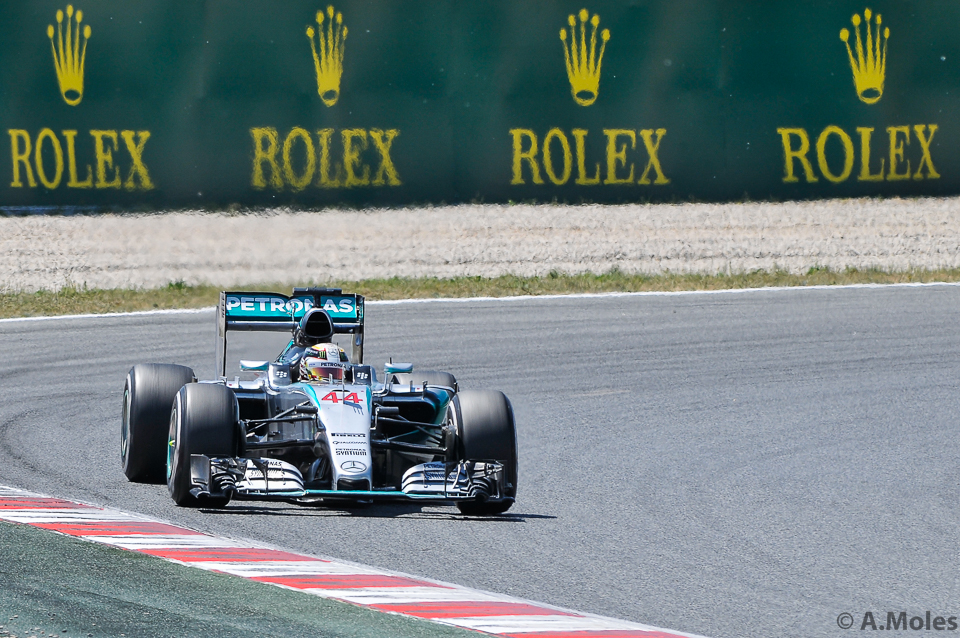
Lewis Hamilton au Grand Prix d'Espagne 2015.

Il fait beau et chaud sur le circuit de Barcelone au départ de la première séance d'essais libres du Grand Prix d'Espagne. Les pilotes s'élancent dès l'ouverture de la piste pour effectuer un tour d'installation et, quelques minutes plus tard, Nico Rosberg, au volant de sa Mercedes AMG F1 W06 Hybrid, établit le temps de référence en 1 min 31 s 039,,.
Chaussés du train de pneus supplémentaire Pirelli réservé aux trente premières minutes de la séance, plusieurs pilotes se relaient en tête du classement. Si Lewis Hamilton tourne en 1 min 28 s 993, Rosberg repasse en tête en 1 min 28 s 384 avant de s'incliner face à la Ferrari SF15-T pilotée par Sebastian Vettel (1 min 28 s 141). Hamilton reprend la main en 1 min 27 s 509 puis Rosberg améliore en 1 min 27 s 333 alors qu'il reste une heure avant le drapeau à damier,,.
Après une première demi-heure très animée, les pilotes de pointe rentrent aux stands pour attendre une amélioration des conditions de piste ; ils espèrent que les pilotes de milieu de grille ou de fond de classement tournent suffisamment pour nettoyer la trajectoire idéale et gommer la piste. Après une vingtaine de minutes, les pilotes se relancent et, dix minutes plus tard, Lewis Hamilton se replace en tête en 1 min 26 s 898. Nico Rosberg améliore quelques instants plus tard, en 1 min 26 s 828 et réalise ainsi le meilleur temps de la matinée. Tous les pilotes ont effectué leurs relais avec les pneus les plus durs, conservant leurs pneus tendres pour la suite du week-end. La Scuderia Toro Rosso, grâce au travail aérodynamique poussé entrepris par l'ingénieur James Key, s'affiche comme la troisième force provisoire du plateau : Carlos Sainz Jr. et Max Verstappen se placent en effet juste derrière les deux Mercedes et les deux Ferrari (Kimi Räikkönen tournant à un dixième de seconde de son coéquipier) ,,. 
Daniel Ricciardo n'a bouclé que quelques tours chronométrés, lors des dernières minutes de la séance, à cause de soucis de moteur sur sa Red Bull RB11. Pastor Maldonado a également peu roulé en raison d'un problème de boîte de vitesses sur sa Lotus E23 Hybrid,,.
- Jolyon Palmer, pilote essayeur chez Lotus F1 Team, remplace Romain Grosjean lors de cette séance d'essais.
- Raffaele Marciello, pilote essayeur chez Sauber, remplace Marcus Ericsson lors de cette séance d'essais.
- Susie Wolff, pilote essayeur chez Williams F1 Team, remplace Valtteri Bottas lors de cette séance d'essais.

### Deuxième séance, le vendredi de 14 h à 15 h 30
| Pos. | Pilote           | Voiture            | Chrono         | Écart     |
| ---- | ---------------- | ------------------ | -------------- | --------- |
| 1    | Lewis Hamilton   | Mercedes           | 1 min 26 s 852 |           |
| 2    | Sebastian Vettel | Ferrari            | 1 min 27 s 260 | + 0 s 408 |
| 3    | Nico Rosberg     | Mercedes           | 1 min 27 s 616 | + 0 s 764 |
| 4    | Kimi Räikkönen   | Ferrari            | 1 min 27 s 780 | + 0 s 928 |
| 5    | Daniil Kvyat     | Red Bull-Renault   | 1 min 27 s 943 | + 1 s 091 |
| 6    | Max Verstappen   | Toro Rosso-Renault | 1 min 28 s 017 | + 1 s 165 |

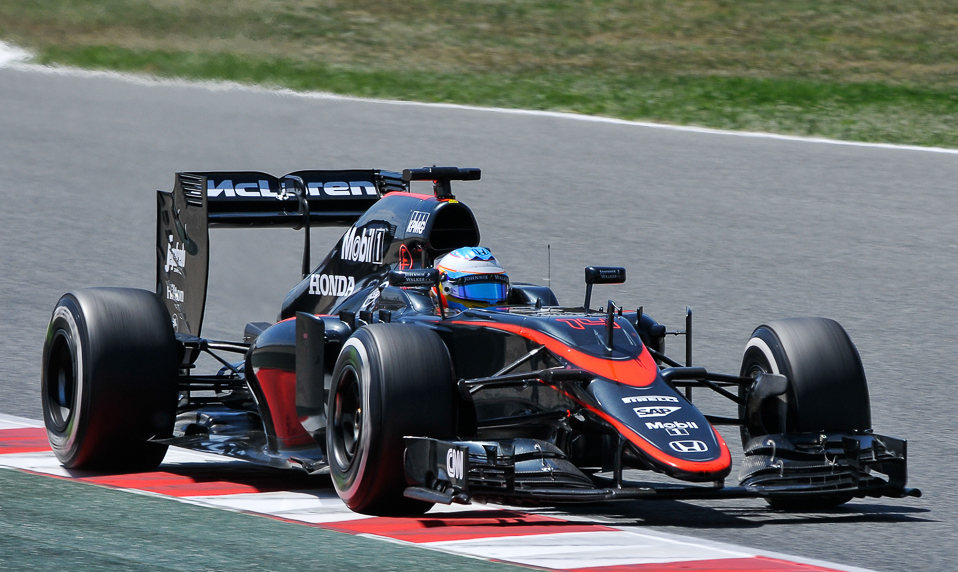
Fernando Alonso au Grand Prix d'Espagne 2015.

La deuxième séance d'essais libres du Grand Prix d'Espagne débute sous une température ambiante de 26 °C. Daniel Ricciardo, qui a manqué une grande partie de la séance matinale à cause de soucis de moteur va, à nouveau, manquer une grande partie de cette nouvelle séance puisque Renault Sport procède à un changement de son moteur. Les pilotes s'élancent dès la piste ouverte et Marcus Ericsson, au volant de la Sauber C34, fixe le temps de référence en 1 min 32 s 803,,.
Sebastian Vettel améliore ensuite en deux temps (1 min 29 s 394 puis 1 min 29 s 085) mais cède face aux deux pilotes Mercedes, Nico Rosberg tournant en 1 min 29 s 075 et Lewis Hamilton en 1 min 27 s 826. La séance est alors interrompue par la direction de course après que le capot arrière de la Lotus E23 Hybrid de Romain Grosjean a explosé dans la ligne droite. Bien que de nombreux débris de carbone jonchent la piste, les commissaires se montrent très efficaces et  l'interruption ne dure que quelques minutes,,.
Alors qu'il reste une heure et dix minutes avant le drapeau à damier, Vettel chausse parmi les premiers les pneus les plus tendres fournis par Pirelli et se place en tête en 1 min 27 s 260. Rosberg, lui aussi désormais en pneus tendres, s'attaque au temps de son rival mais ne parvient pas à l'améliorer (1 min 27 s 616) ; il indique avoir du mal à engager ses rapports de boîte dans les virages. Quelques minutes plus tard, son coéquipier Lewis Hamilton réalise le meilleur temps de la session, en 1 min 26 s 852,,.
Lors de la deuxième partie de la séance, les équipes privilégient la préparation de la course et de nombreux pilotes se plaignent de la faible adhérence de la piste. Daniel Ricciardo s'élance pour seulement quatre tours en fin de séance et obtient le treizième temps quand son coéquipier Daniil Kvyat se classe cinquième, juste derrière les Mercedes et les Ferrari (Kimi Räikkönen se classant quatrième, comme lors de la première séance). Les Toro Rosso STR10 se montrent à nouveau à leur avantage, Max Verstappen pointant au sixième rang, devant l'inattendue McLaren MP4-30 de Jenson Button,,.

### Troisième séance, le samedi de 11 h à 12 h
| Pos. | Pilote           | Voiture           | Chrono         | Écart     |
| ---- | ---------------- | ----------------- | -------------- | --------- |
| 1    | Nico Rosberg     | Mercedes          | 1 min 26 s 021 |           |
| 2    | Sebastian Vettel | Ferrari           | 1 min 26 s 177 | + 0 s 156 |
| 3    | Lewis Hamilton   | Mercedes          | 1 min 26 s 222 | + 0 s 21  |
| 4    | Valtteri Bottas  | Williams-Mercedes | 1 min 26 s 682 | + 0 s 661 |
| 5    | Kimi Räikkönen   | Ferrari           | 1 min 26 s 944 | + 0 s 923 |
| 6    | Daniel Ricciardo | Red Bull-Renault  | 1 min 27 s 048 | + 1 s 027 |

La température ambiante est de 22 °C au départ de la dernière séance d'essais libres. Tous les pilotes s'élancent chaussés de pneus durs et Felipe Nasr, au volant de sa Sauber C34, fixe le temps de référence en 1 min 30 s 184,,.
Daniel Ricciardo, qui peut enfin prendre part à l'intégralité d'une session d'essais (au contraire de son coéquipier Daniil Kvyat qui ne peut rouler que pour les vingt dernières minutes), améliore par deux fois (1 min 29 s 027 puis 1 min 28 s 656) avant de céder le commandement à Kimi Räikkönen (1 min 27 s 330),,.
Peu avant la mi-séance, Ricciardo chausse le premier les pneus tendres et prend la tête en 1 min 27 s 048. Lewis Hamilton part en tête-à-queue à haute vitesse au virage no 3 (où Fernando Alonso a été accidenté durant les essais hivernaux) ; il récupère in-extremis sa monoplace et évite une sortie de piste. Quelques instants plus tard, toujours chaussé des pneus durs, il améliore la performance de Ricciardo, en 1 min 26 s 965. Dans la foulée, son coéquipier Nico Rosberg, lui aussi en pneus durs, se place en tête en 1 min 26 s 777,,.
Dans les dernières minutes de la séance, tous les pilotes chaussent les pneus tendres pour préparer la qualification de l'après-midi. Valtteri Bottas améliore en 1 min 26 s 682 puis cède le commandement à Sebastian Vettel (1 min 26 s 177) et à Nico Rosberg (1 min 26 s 021) qui établit le meilleur temps de la matinée,,.

## Séances de qualifications

### Résultats des qualifications

#### Session Q1
Il fait beau et chaud au départ de la première phase qualificative du Grand Prix d'Espagne. À l'ouverture de la piste, seul Roberto Merhi s'élance, les autres pilotes attendant que les conditions de piste s'améliorent. Au volant de sa Marussia MR03B, Merhi fixe le temps de référence en 1 min 32 s 038,,. 
Nico Hülkenberg améliore en 1 min 28 s 677 puis s'incline face au régional de l'étape, Carlos Sainz Jr., qui tourne en 1 min 28 s 492. Nico Rosberg, malgré une petite erreur dans le virage no 14, améliore dès son premier tour lancé, en 1 min 27 s 677 ; son coéquipier Lewis Hamilton, tout en se plaignant du manque d'adhérence, fait encore mieux, en 1 min 27 s 322,,. 
Les McLaren MP4-30 de Jenson Button et Fernando Alonso ne prennent la piste qu'à huit minutes de la fin et se hissent aux cinquième et sixième rangs. Alors que certains pilotes se relancent avec les gommes les plus tendres proposées par Pirelli, Hamilton, resté en pneus durs, tourne en 1 min 26 s 382, devançant son coéquipier Rosberg, lui aussi en pneus durs, et Kimi Räikkönen. Les Manor Marussia pointent logiquement en fond de classement, accompagnées dans la zone d'élimination par la Red Bull RB11 de Daniil Kvyat (en difficulté lors le la dernière session d'essais libres) et les par les deux Lotus E23 Hybrid de Pastor Maldonado et Romain Grosjean,,. 
En toute fin de séance, Kvyat, Grosjean et Maldonado parviennent à s'extraire de la zone rouge ; les cinq pilotes éliminés sont Marcus Ericsson, les deux pilotes Force India, Sergio Pérez et Nico Hülkenberg (rentré au stand prématurément), et les deux Marussia de Roberto Merhi et Will Stevens. En tête du classement, Hamilton et Rosberg précèdent Räikkönen et Sainz ; suivent les deux Williams FW37 de Valtteri Bottas et Felipe Massa, Maldonado et Grosjean, Max Verstappen et, à la dixième place, Sebastian Vettel,,.

#### Session Q2
Il faut attendre plusieurs minutes après l'ouverture de la piste pour que Felipe Nasr sorte enfin, et fixe le temps de référence en 1 min 28 s 986. Lewis Hamilton, qui chausse pour la première fois ses pneus tendres boucle son premier tour lancé en 1 min 25 s 740. Nico Rosberg, lui aussi désormais en pneus tendres,  fait encore mieux que son équipier, en 1 min 25 s 166. À l'issue de leur première tentative, les pilotes Ferrari ne sont pas loin derrière les mercedes tandis que les deux Lotus, les deux McLaren et la Sauber de Nasr sont dans la zone éliminatoire,,. 
Dans les deux dernières minutes de la séance, tous les pilotes hormis les cinq premiers (Rosberg, Hamilton, Kimi Räikkönen, Sebastian Vettel et Valtteri Bottas) se relancent pour tenter d'améliorer leurs performances. La hiérarchie ne change pourtant pas puisque Romain Grosjean et son coéquipier Pastor Maldonado, Fernando Alonso et son coéquipier Jenson Button, et Felipe Nasr sont éliminés,,.

#### Session Q3
On retrouve, parmi les dix protagonistes à la pole position, les pilotes Mercedes Grand Prix, Scuderia Ferrari, Red Bull Racing, Scuderia Toro Rosso et Williams F1 Team. À l'issue de la première tentative, Nico Rosberg, en 1 min 24 s 681, devance de quelques dixièmes de seconde son coéquipier Lewis Hamilton (1 min 24 s 948) ; suivent Sebastian Vettel, Valtteri Bottas, Kimi Räikkönen et Max Verstappen (Felipe Massa, Carlos Sainz Jr., Daniel Ricciardo et Daniil Kvyat restent dans leur stand, misant leur qualification sur une seule tentative,,.
Les pilotes se relancent dans les derniers instants mais personne ne bat le temps de Nico Rosberg qui réalise la seizième pole position de sa carrière, sa première cette saison. Lewis Hamilton l'accompagne en première ligne. Vettel et Bottas occupent la deuxième ligne et les pilotes Toro Roos la suivante (Sainz devant Verstappen) ; suivent Räikkönen, Kvyat, Massa et Ricciardo,,.

### Grille de départ du Grand Prix

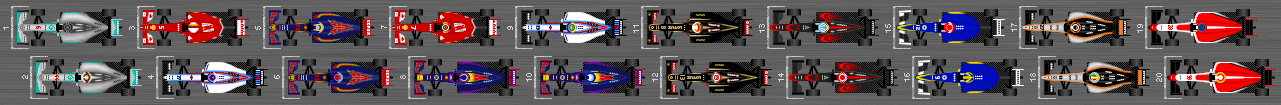
La grille de départ du Grand Prix d'Espagne 2015.

| Pos.                                                                                      | Pilote           | Écurie                 | Qualifications 1 | Qualifications 2 | Qualifications 3 |
| ----------------------------------------------------------------------------------------- | ---------------- | ---------------------- | ---------------- | ---------------- | ---------------- |
| 1                                                                                         | Nico Rosberg     | Mercedes               | 1 min 26 s 490   | 1 min 25 s 166   | 1 min 24 s 681   |
| 2                                                                                         | Lewis Hamilton   | Mercedes               | 1 min 26 s 382   | 1 min 25 s 740   | 1 min 24 s 948   |
| 3                                                                                         | Sebastian Vettel | Ferrari                | 1 min 27 s 534   | 1 min 26 s 167   | 1 min 25 s 458   |
| 4                                                                                         | Valtteri Bottas  | Williams-Mercedes      | 1 min 27 s 262   | 1 min 26 s 197   | 1 min 25 s 694   |
| 5                                                                                         | Carlos Sainz Jr. | Toro Rosso-Renault     | 1 min 26 s 773   | 1 min 26 s 475   | 1 min 26 s 136   |
| 6                                                                                         | Max Verstappen   | Toro Rosso-Renault     | 1 min 27 s 393   | 1 min 26 s 441   | 1 min 26 s 249   |
| 7                                                                                         | Kimi Räikkönen   | Ferrari                | 1 min 26 s 637   | 1 min 26 s 016   | 1 min 26 s 414   |
| 8                                                                                         | Daniil Kvyat     | Red Bull-Renault       | 1 min 27 s 833   | 1 min 26 s 889   | 1 min 26 s 629   |
| 9                                                                                         | Felipe Massa     | Williams-Mercedes      | 1 min 27 s 165   | 1 min 26 s 147   | 1 min 26 s 757   |
| 10                                                                                        | Daniel Ricciardo | Red Bull-Renault       | 1 min 27 s 611   | 1 min 26 s 692   | 1 min 26 s 770   |
| 11                                                                                        | Romain Grosjean  | Lotus-Mercedes         | 1 min 27 s 383   | 1 min 27 s 375   |                  |
| 12                                                                                        | Pastor Maldonado | Lotus-Mercedes         | 1 min 27 s 281   | 1 min 27 s 450   |                  |
| 13                                                                                        | Fernando Alonso  | McLaren-Honda          | 1 min 27 s 941   | 1 min 27 s 760   |                  |
| 14                                                                                        | Jenson Button    | McLaren-Honda          | 1 min 27 s 813   | 1 min 27 s 854   |                  |
| 15                                                                                        | Felipe Nasr      | Sauber-Ferrari         | 1 min 27 s 625   | 1 min 28 s 005   |                  |
| 16                                                                                        | Marcus Ericsson  | Sauber-Ferrari         | 1 min 28 s 112   |                  |                  |
| 17                                                                                        | Nico Hülkenberg  | Force India-Mercedes   | 1 min 28 s 365   |                  |                  |
| 18                                                                                        | Sergio Pérez     | Force India-Mercedes   | 1 min 28 s 442   |                  |                  |
| 19                                                                                        | Will Stevens     | Manor Marussia-Ferrari | 1 min 31 s 200   |                  |                  |
| 20                                                                                        | Roberto Merhi    | Manor Marussia-Ferrari | 1 min 32 s 038   |                  |                  |
| Temps minimal à réaliser pour la qualification : 1 min 32 s 428 (107 % de 1 min 26 s 382) |                  |                        |                  |                  |                  |

## Course

### Déroulement de l'épreuve

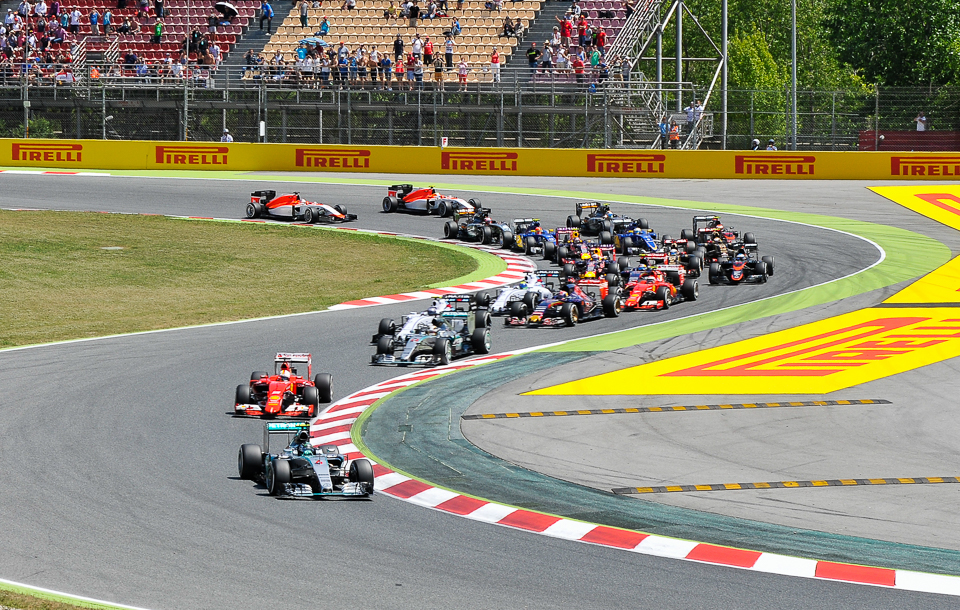
Le départ de la course.

Il fait beau et chaud au départ, avec 27 °C dans l'air et une piste à 49 °C. Nico Rosberg est en pole position pour la première fois de la saison, devant son coéquipier Lewis Hamilton. L'ensemble des pilotes s'élancent avec les pneus les plus tendres proposés par Pirelli. À l'extinction des feux, Rosberg prend un envol parfait, au contraire d'Hamilton sur le côté sale de la piste, dépassé par Sebastian Vettel dès le premier virage. Plus loin derrière, Romain Grosjean se hisse en neuvième position (il est ensuite dépassé par son équipier Pastor Maldonado puis par Daniel Ricciardo). Kimi Räikkönen passe les deux Scuderia Toro Rosso de Carlos Sainz Jr. et Max Verstappen (Felipe Massa ne tardera pas à faire de même). Au premier passage sur la ligne de chronométrage, Rosberg devance Vettel, Hamilton, Valtteri Bottas, Räikkönen, Verstappen, Sainz, Massa, Grosjean, Ricciardo, Maldonado, Fernando Alonso et Daniil Kvyat,,.
Rosberg creuse immédiatement l'écart sur Vettel qui retient Hamilton derrière lui ; au quatrième tour, plus de deux secondes séparent la Mercedes et la Ferrari. Lewis Hamilton tente à chaque tour de passer Vettel grâce à son aileron arrière mobile mais ne parvient, à chaque fois, qu'à abîmer un peu plus ses pneus tendres. Mercedes décide alors de modifier sa stratégie de course en passant de deux à trois arrêts, et d'anticiper son premier passage aux stands. Lorsque Maldonado dépasse Verstappen, le volet vertical droit de l'aileron arrière de la Lotus E23 Hybrid (abîmé après que Romain Grosjean l'a percuté un peu plus tôt) cède ; si le Vénézuélien semble un temps pouvoir poursuivre sa course, il ne cesse de chuter au classement et finit par abandonner dans le quarante-sixième tour,,.
Kvyat et Jenson Button s'arrêtent les premiers pour changer leurs pneus, au douzième tour ; Felipe Nasr les imite au suivant puis, comme convenu, Hamilton s'arrête tôt, au quatorzième tour. Un problème de fixation du pneu arrière-droit lui fait perdre un temps précieux et risque de nuire à sa nouvelle stratégie de course. Ricciardo, Verstappen, Vettel, Massa et Sainz rentrent dans les deux tours suivants ; Rosberg, Bottas, Grosjean et Maldonado au seizième tour (les mécaniciens tentent une réparation de fortune de son aileron arrière) et Räikkönen au dix-huitième tour (le Finlandais ressort chaussé de pneus durs : il opte donc pour une stratégie décalée par rapport à ses concurrents directs). À l'issue de la vague d'arrêts, Rosberg conserve la tête de la course avec un avantage de 6 secondes sur Vettel et de 7 secondes sur Hamilton ; suivent Bottas à 15 secondes et Räikkönen à 20 secondes. Comme lors du relais précédent, Hamilton se retrouve bloqué dans les échappements de la Ferrari de Vettel et aucune de ses attaques n'aboutit. Nico Rosberg se contente de gérer son avantage sans forcer son rythme,,.
Après 25 tours, un premier peloton constitué des deux Mercedes, des deux Ferrari et des deux Williams a définitivement pris le large sur les autres concurrents. Fernando Alonso, seizième, victime d'un problème de freins sur sa McLaren MP4-30 rentre au stand au vingt-huitième tour et, peinant à s'arrêter, manque de renverser un de ses mécaniciens ; il abandonne dans la foulée. En tête, Nico Rosberg porte l'écart sur Sebastian Vettel à huit secondes puis, au fil des tours, à dix secondes et enfin à quinze secondes. Au trente-troisième tour, à la mi-course, Hamilton s'arrête et ressort en pneus durs : sa stratégie à trois arrêts lui permet de passer aisément Räikkönen avant de fondre sur Bottas et de le doubler avec l'aide de l'aileron arrière mobile au bout de la ligne droite. Entretemps, Kvyat stoppe dans le quarantième tour, Vettel, Nasr et Grosjean au suivant (arrêt très long car Le Français rate son emplacement en freinant trop tard et renverse un de ses mécaniciens), Räikkönen au quarante-deuxième, Bottas au suivant ; Maldonado, Rosberg et Massa s'arrêtent parmi les derniers. Lewis Hamilton est désormais en tête devant Nico Rosberg et Sebastian Vettel mais doit faire un arrêt supplémentaire,,.
Au cinquantième tour, Hamilton devance Rosberg de 2 secondes, Vettel de 23 s, Bottas de 34 s et Räikkönen de 40 s ; suivent Massa, Ricciardo, Grosjean, Kvyat et Verstappen. Lewis Hamilton effectue son dernier arrêt deux tours plus tard et ressort deuxième, devant Sebastian Vettel. Nico Rosberg remporte sa première victoire de la cette saison, Hamilton assure un nouveau doublé à son écurie tandis que Vettel monte sur son quatrième podium en cinq courses ; suivent pour les points Bottas, Räikkönen, Massa, Ricciardo, Grosjean et Sainz qui a ravi la neuvième place à Kvyat dans l'avant-dernier tour,,.

### Classement de la course
| Pos. | no | Pilote           | Écurie                 | Tours | Temps/Abandon                      | Grille | Points |
| ---- | -- | ---------------- | ---------------------- | ----- | ---------------------------------- | ------ | ------ |
| 1    | 6  | Nico Rosberg     | Mercedes               | 66    | 1 h 41 min 12 s 555 (182,061 km/h) | 1      | 25     |
| 2    | 44 | Lewis Hamilton   | Mercedes               | 66    | + 17 s 551                         | 2      | 18     |
| 3    | 5  | Sebastian Vettel | Ferrari                | 66    | + 45 s 342                         | 3      | 15     |
| 4    | 77 | Valtteri Bottas  | Williams-Mercedes      | 66    | + 59 s 217                         | 4      | 12     |
| 5    | 7  | Kimi Räikkönen   | Ferrari                | 66    | + 1 min 00 s 002                   | 7      | 10     |
| 6    | 19 | Felipe Massa     | Williams-Mercedes      | 66    | + 1 min 21 s 314                   | 9      | 8      |
| 7    | 3  | Daniel Ricciardo | Red Bull-Renault       | 65    | + 1 tour                           | 10     | 6      |
| 8    | 8  | Romain Grosjean  | Lotus-Mercedes         | 65    | + 1 tour                           | 11     | 4      |
| 9    | 55 | Carlos Sainz Jr. | Toro Rosso-Renault     | 65    | + 1 tour                           | 5      | 2      |
| 10   | 26 | Daniil Kvyat     | Red Bull-Renault       | 65    | + 1 tour                           | 8      | 1      |
| 11   | 33 | Max Verstappen   | Toro Rosso-Renault     | 65    | + 1 tour                           | 6      |        |
| 12   | 12 | Felipe Nasr      | Sauber-Ferrari         | 65    | + 1 tour                           | 15     |        |
| 13   | 11 | Sergio Pérez     | Force India-Mercedes   | 65    | + 1 tour                           | 18     |        |
| 14   | 9  | Marcus Ericsson  | Sauber-Ferrari         | 65    | + 1 tour                           | 16     |        |
| 15   | 27 | Nico Hülkenberg  | Force India-Mercedes   | 65    | + 1 tour                           | 17     |        |
| 16   | 22 | Jenson Button    | McLaren-Honda          | 65    | + 1 tour                           | 14     |        |
| 17   | 28 | Will Stevens     | Manor Marussia-Ferrari | 63    | + 3 tours                          | 19     |        |
| 18   | 98 | Roberto Merhi    | Manor Marussia-Ferrari | 62    | + 4 tours                          | 20     |        |
| Abd. | 13 | Pastor Maldonado | Lotus-Mercedes         | 46    | Casse d'aileron arrière            | 12     |        |
| Abd. | 14 | Fernando Alonso  | McLaren-Honda          | 27    | Freins                             | 13     |        |

### Pole position et record du tour
Nico Rosberg part en pole position pour la seizième fois de sa carrière, la première fois de la saison et la deuxième fois à Barcelone. 
- Pole position :  Nico Rosberg (Mercedes Grand Prix) en 1 min 24 s 681 (197,896 km/h)[25].
- Meilleur tour en course :  Lewis Hamilton (Mercedes Grand Prix) en 1 min 28 s 270 (189,849 km/h) au cinquante-quatrième tour[26].

### Tours en tête
- Nico Rosberg : 60 tours (1-15 / 17-45 / 51-66)[27]
- Kimi Räikkönen : 1 tour (16)
- Lewis Hamilton : 5 tours (46-50)

## Classements généraux à l'issue de la course
| Pos. | Pilote           | Écurie               | Points |
| ---- | ---------------- | -------------------- | ------ |
| 1    | Lewis Hamilton   | Mercedes             | 111    |
| 2    | Nico Rosberg     | Mercedes             | 91     |
| 3    | Sebastian Vettel | Ferrari              | 80     |
| 4    | Kimi Räikkönen   | Ferrari              | 52     |
| 5    | Valtteri Bottas  | Williams-Mercedes    | 42     |
| 6    | Felipe Massa     | Williams-Mercedes    | 39     |
| 7    | Daniel Ricciardo | Red Bull-Renault     | 25     |
| 8    | Romain Grosjean  | Lotus-Mercedes       | 16     |
| 9    | Felipe Nasr      | Sauber-Ferrari       | 14     |
| 10   | Carlos Sainz Jr. | Toro Rosso-Renault   | 8      |
| 11   | Nico Hülkenberg  | Force India-Mercedes | 6      |
| 12   | Max Verstappen   | Toro Rosso-Renault   | 6      |
| 13   | Sergio Pérez     | Force India-Mercedes | 5      |
| 14   | Marcus Ericsson  | Sauber-Ferrari       | 5      |
| 15   | Daniil Kvyat     | Red Bull-Renault     | 5      |

| Pos. | Écurie               | Points |
| ---- | -------------------- | ------ |
| 1    | Mercedes             | 202    |
| 2    | Ferrari              | 132    |
| 3    | Williams-Mercedes    | 81     |
| 4    | Red Bull-Renault     | 30     |
| 5    | Sauber-Ferrari       | 19     |
| 6    | Lotus-Mercedes       | 16     |
| 7    | Toro Rosso-Renault   | 14     |
| 8    | Force India-Mercedes | 11     |

## Statistiques
Le Grand Prix d'Espagne 2015 représente :
- la 16e pole position de sa carrière pour Nico Rosberg, sa première cette saison[30] ;
- la 9e victoire de sa carrière pour Nico Rosberg[31] ;
- la 33e victoire pour Mercedes en tant que constructeur[32] ;
- le 19e doublé pour Mercedes en tant que constructeur[33] ;
- la 119e victoire pour Mercedes en tant que motoriste[34].

Au cours de ce Grand Prix :
- Alan Jones (116 Grands Prix entre 1975 et 1986, champion du monde 1980, 12 victoires, 6 pole positions, 13 meilleurs tours et 24 podiums) est nommé assistant des commissaires de course pour ce Grand Prix[35].